# 秋月種貞
秋月 種貞（あきづき たねさだ）は、江戸時代前期の日向国高鍋藩の世嗣。通称は釆女。

## 略歴
長野助盛の子として誕生。母は秋月種実の娘。
高鍋藩初代藩主・秋月種長には男子がなかったため、慶長12年（1607年）に甥である種貞が婿養子に迎えられた。しかし、病弱を理由として慶長18年（1613年）に廃嫡された。
代わって種貞の長男・種春（種長の孫）が高鍋藩の後継者となった。